# Консул (дипломатія)
Консул (лат. consul) — назва дипломатичної посади представника країни в інших країнах, покликаного підтримувати та обслуговувати у певних питаннях громадян власної країни.
Консул відрізняється від посла, оскільки останній є головним представником однієї держави в іншій, хоча обидва з них мають форму дипломатичного імунітету. Може бути лише один посол від однієї країни до іншої, який представляє главу держави першої країни главі держави другої, і їхні обов’язки зосереджені на дипломатичних відносинах між двома країнами. В той же час консулів однієї держави в іншій може бути декілька, наприклад - по одному в кожному з кількох великих міст, які надають допомогу в бюрократичних питаннях як громадянам країни консула, які подорожують або проживають за кордоном, так і громадянам країни, в якій проживає консул, які бажають подорожувати або торгувати з країною консула.
Менш поширеним є адміністративний консул, який виконує керівну роль і призначається країною, яка колонізувала або окупувала іншу.